# Nalagalnik
Nalagalnik je računalniški program, ki ga BIOS požene tik preden se konča. Ta program je zapisan v prvemu sektorju na trdem disku, imenovanemu tudi Master Boot Record. Naloga nalagalnika je, da prebere jedro naloženega operacijskega sistema ter ga naloži v pomnilnik in pripravi na zagon.